# Abbazia

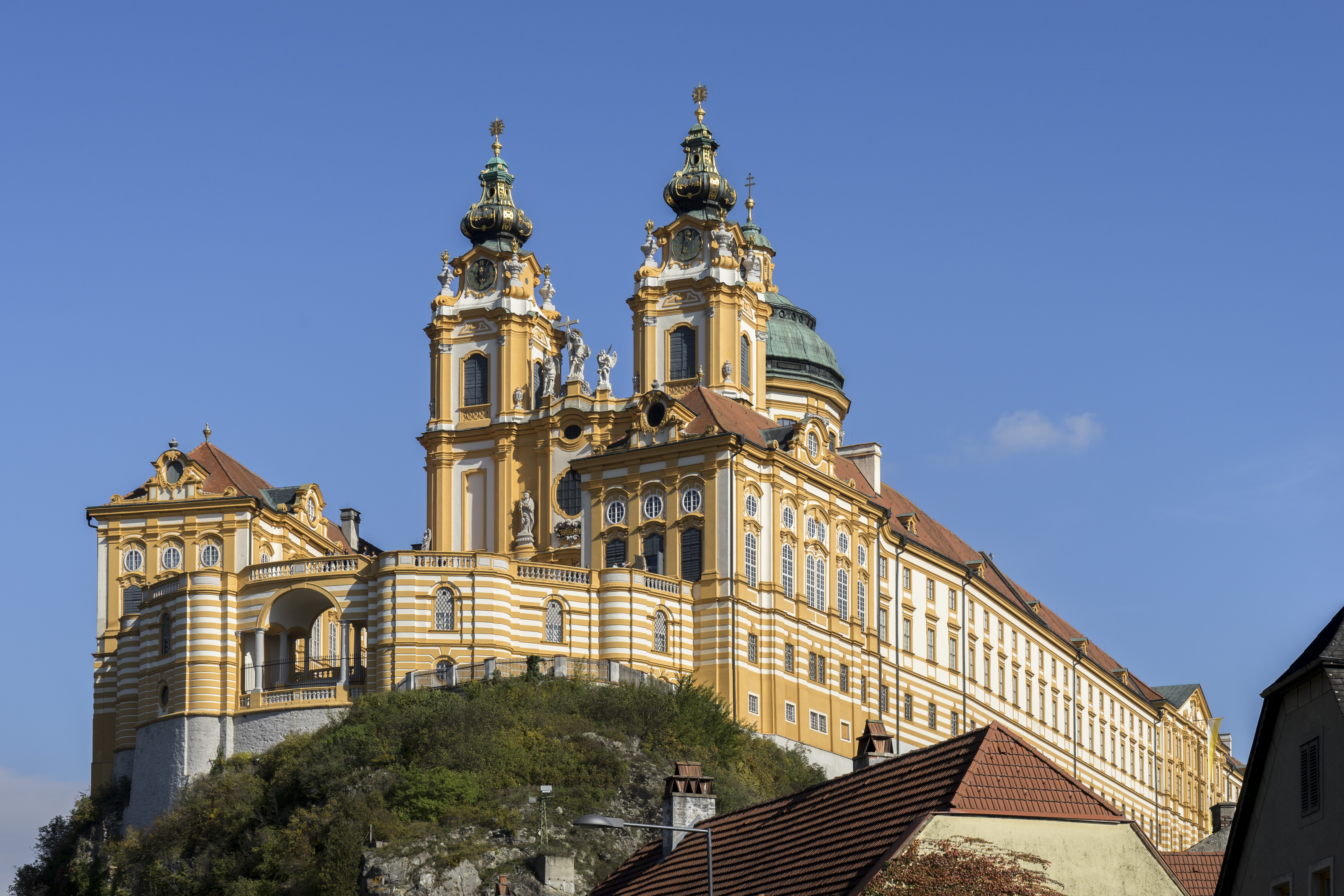
L'abbazia di Melk in Austria.

L'abbazia (detta anche abazia o badia) è un particolare tipo di monastero con a capo un abate; per il diritto canonico è un ente autonomo. Il nome deriva dal tardo latino abbatīa, ossia "ciò che appartiene all'abate": il termine inizialmente si riferiva solo alla carica della persona che reggeva la comunità monastica (appunto un abate o una badessa), ma ben presto assunse il significato più esteso del complesso dei beni che erano amministrati da tale carica religiosa. Infatti molto spesso per "abbazia" in toponomastica si intende non soltanto l'edificio in sé, ma anche l'insediamento che si è sviluppato intorno a esso.

## Storia

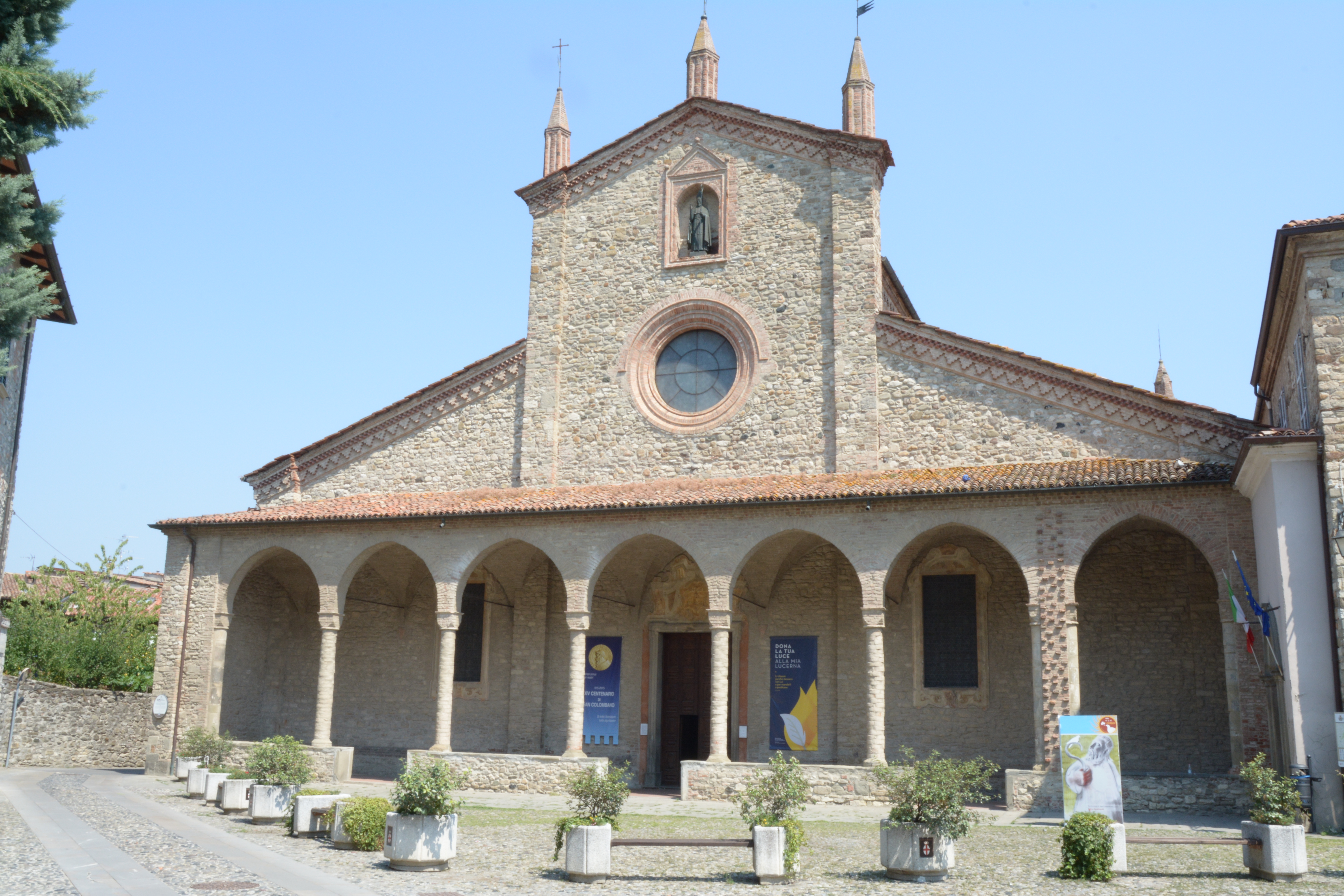
L'abbazia di San Colombano.

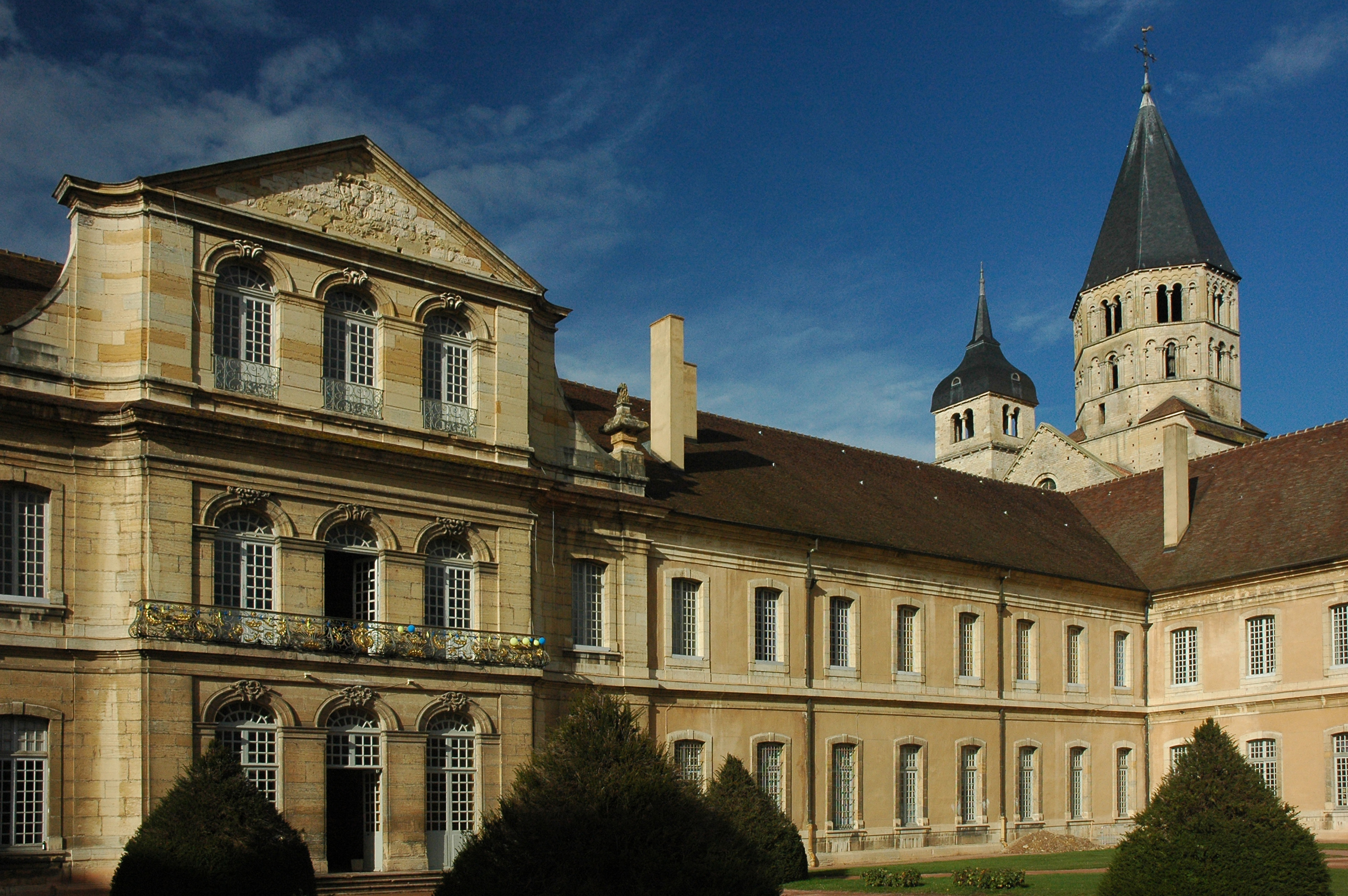
L'abbazia di Cluny.

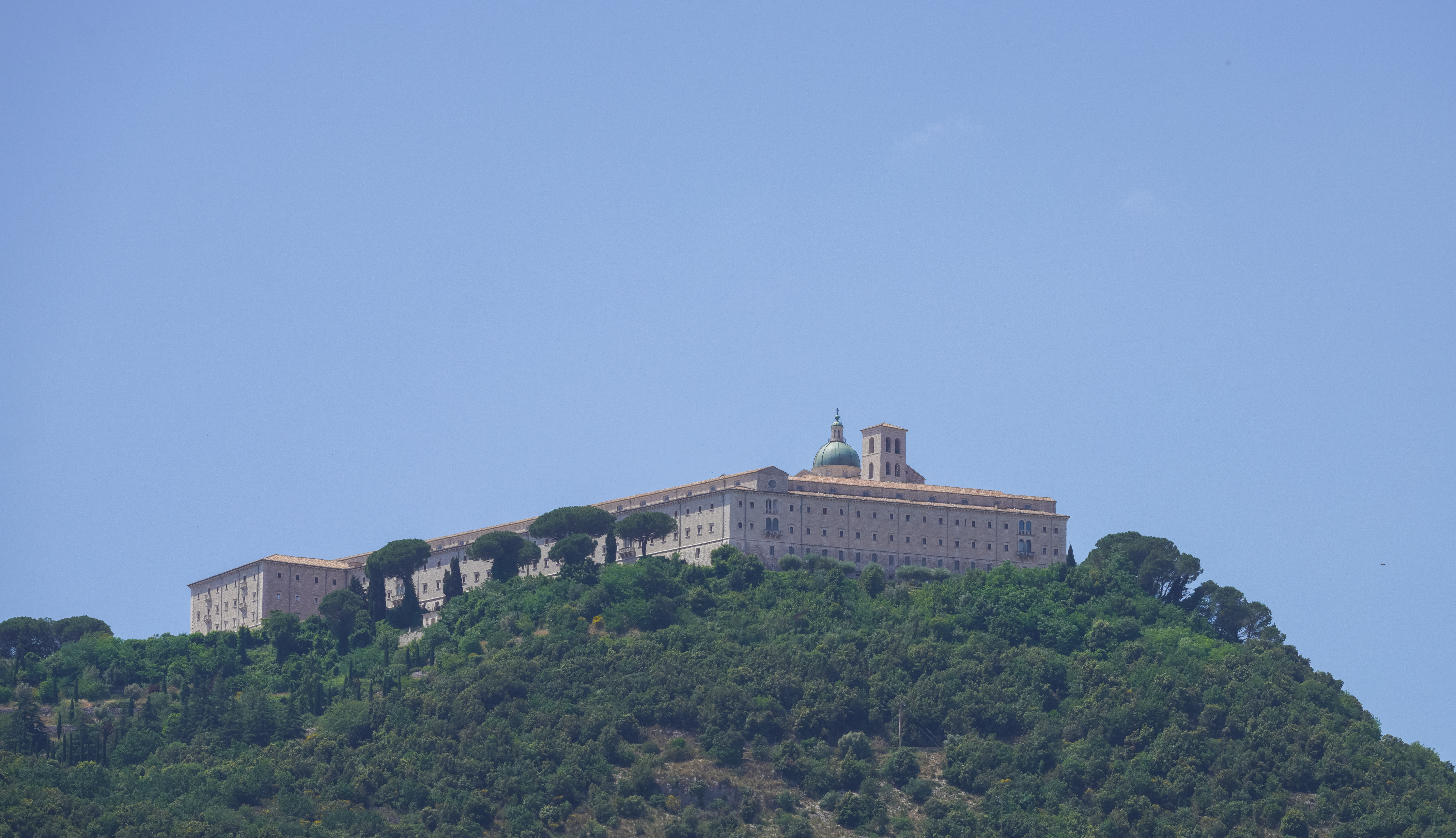
L'abbazia di Montecassino.

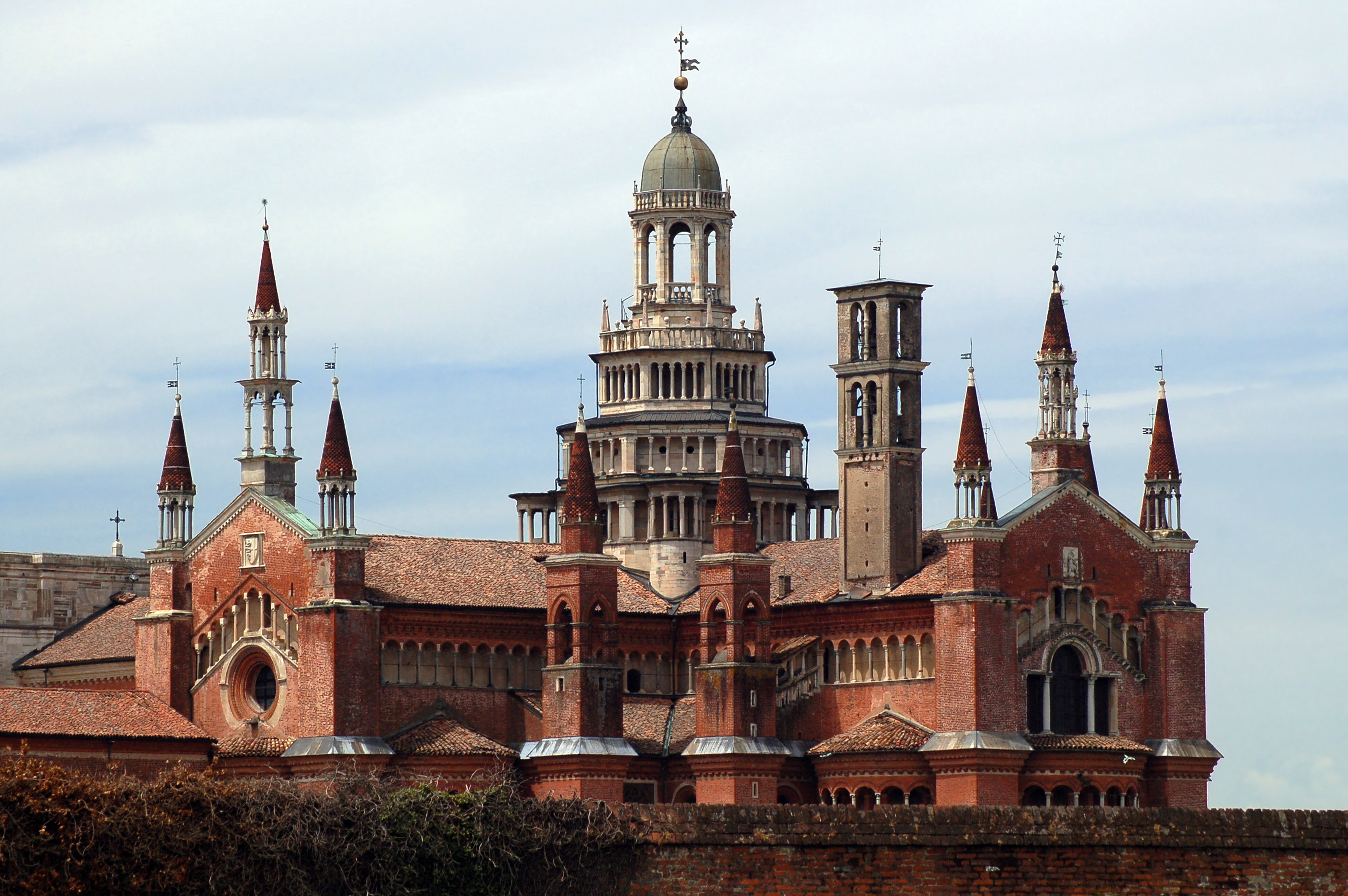
La Certosa di Pavia.

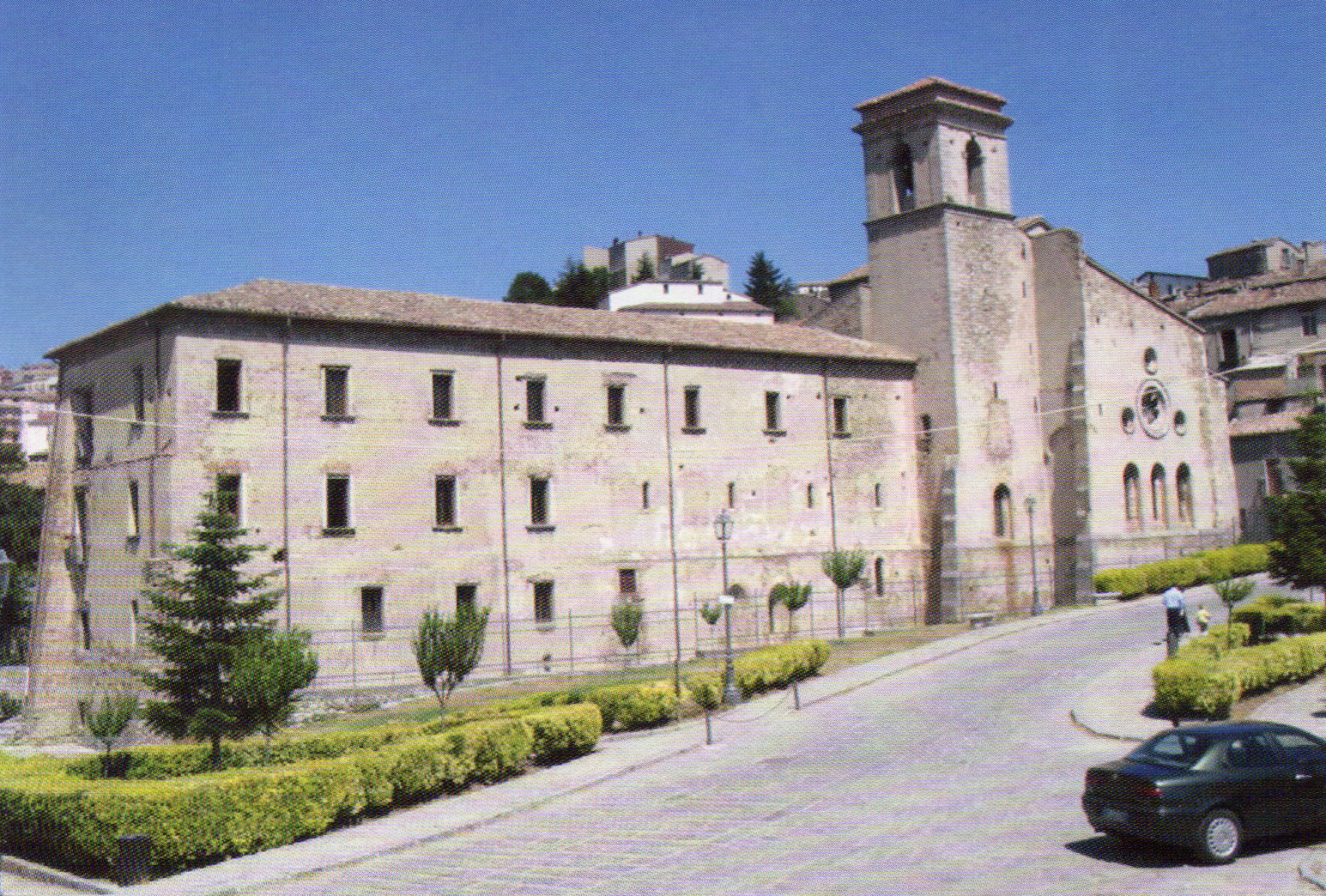
Abbazia Florense a San Giovanni in Fiore.

### Le prime abbazie
La prima abbazia di cui si ha notizia fu fondata intorno al 320, che prese il nome di abadia, dal santo egizio Pacomio, che ne fece il luogo dove riunire la prima comunità monastica cenobita, elaborandone tra l'altro le regole interne. Pacomio portò avanti tale progetto poiché era dell'idea che l'ideale ascetico cristiano si sarebbe realizzato in modo migliore attraverso una comunità piuttosto che nella singola esperienza eremitica.
Alla costruzione di questa prima abbazia ne seguirono altre, sia in Oriente sia in Occidente, dove però furono elaborate nuove regole interne.

### Lo sviluppo altomedievale
Sempre a partire dal VI secolo le abbazie divennero luoghi di fermento economico e culturale, oltre che di potere: questo fu dovuto molto spesso a ragioni territoriali, essendo essi spesso gli unici grandi centri organizzati in zone rurali (luoghi di sviluppo privilegiato di tali edifici) scarsamente popolate. Anche per questa ragione la costruzione e il rafforzamento del potere della abbazie fu molto spesso seguito con interesse e talvolta appoggiato da autorità che volevano, attraverso esse, mantenere il controllo di certe zone. 
In questo periodo le abbazie costituirono talvolta le fondamenta per la nascita di centri cittadini di piccola o media dimensione, essendo crocevia di percorsi commerciali spesso di notevoli dimensioni, date le necessità economiche da cui la vita monastica non poteva prescindere, soprattutto nel caso di abbazie molto grandi. 
Le rare abbazie che nascevano nelle città, o poco lontano da esse, erano sotto il potere dei vescovi e intessevano rapporti con le autorità signorili.

### Le incursioni saracene e ungare
Durante il IX e il X secolo i Saraceni fecero incursioni per tutta l'Europa assaltando, depredando e distruggendo diverse abbazie: l'Italia da questo punto di vista fu la zona più colpita, dal momento che vi era una forte presenza di tali centri religiosi. Tra le abbazie colpite si ricorda quella di Montecassino (che subì i danni dell'attacco che distrusse Cassino stessa). Le incursioni musulmane si ebbero nel periodo della guerra tra Siconolfo, principe di Salerno, e Radelchi, principe di Benevento (841 - 851 circa) durante la quale i musulmani furono assoldati come mercenari.
Nemmeno le abbazie del Piemonte come Novalesa (fondata nel 726 e importante centro religioso carolingio), furono risparmiate dall'orda saracena, sbarcata in Provenza nell'890 e messa in fuga solamente nel 972 da Guglielmo I di Provenza. Sempre in questo periodo, più precisamente dagli anni trenta del IX secolo e continuando per circa 60 anni, l'Europa centrale e occidentale fu vittima delle incursioni dei magiari, che si arrestarono solo quando il popolo ungaro decise di fermarsi e stabilirsi in Pannonia (900-901, sotto la guida di Arpàd, primo sovrano d'Ungheria).
Molte delle abbazie più ricche che ressero il colpo infertole dalle incursioni saracene e ungare decisero di fortificarsi come castelli, aumentando così il loro potere territoriale e la loro autonomia.

### Cluniacensi e cistercensi
L'incastellamento delle abbazie portò però a una progressiva crescita dell'influenza di vescovi e signori su di esse, creando molti malumori tra i religiosi di tutta Europa: conseguenza di ciò fu l'istituzione della Congregazione di Cluny (2 settembre 909). La regola cluniacense, ispirata a Benedetto d'Aniane, mirava a sottrarre monasteri e abbazie al controllo vescovale e del potere civile: per fare ciò fu formato intorno all'abbazia di Cluny un vero e proprio "impero" di priorati, autonomi, ma sottomessi al potere centrale.
L'ordine cluniacense godette di un lungo periodo di splendore, ma verso la fine dell'XI secolo e all'inizio del XII, nuovi ordini ispirati a un ideale di povertà e austerità come l'ordine cistercense e quello certosino, misero in crisi l'influenza spirituale di Cluny, accusato di potere temporale e arricchimento al di là del consentito.
In particolare è l'ordine cistercense, con la sua affermazione, a fare crollare in pochi decenni la struttura con a capo l'abbazia di Cluny, facendo sue le istanze di autonomia dei monasteri, che avevano perso la loro effettiva indipendenza nel momento in cui accettavano il principio gerarchico di Cluny. I cistercensi, fondati da San Roberto, attuarono la loro istanza riformatrice degli ordini monastici rifacendosi all'attuazione stretta della Regola di San Benedetto, contrapponendo al lusso dei cluniacensi la semplicità e il lavoro manuale.
L'affermazione dei cistercensi portò anche un contributo all'espansione agricola europea durante i secoli centrali del Medioevo. Infatti monasteri e abbazie venivano ora fondati in luoghi solitari e incolti che, grazie al lavoro di monaci e conversi laici, venivano bonificati e disboscati, creando nuovi terreni da coltivare che venivano amministrati tramite le grange.

### La decadenza
A partire dal XIII secolo l'affermazione degli ordini mendicanti, che si contrapponevano alla sempre maggiore ricchezza del clero, portò a un nuovo cambiamento nella vita monastica delle abbazie. Rifacendosi alle idee di san Domenico di Guzmán e san Francesco d'Assisi, basate sulla totale mancanza di proprietà, sul voto di povertà e sulla gestione in comune dei beni da parte del religioso, i monaci cominciarono ad abbandonare le abbazie, per passare a una predicazione tra la gente, nelle campagne e nelle città. Le abbazie conobbero quindi una drastica riduzione delle comunità religiose, oltre che a una diminuzione radicale della ricchezza.
Fu così che pochissime abbazie, tranne alcune quali quella di Vallombrosa, riuscirono a reggere alla riorganizzazione imposta dal mutamento portato dagli ordini mendicanti. Oltre alle motivazioni religiose c'è però da sottolineare come la decadenza delle abbazie fosse dovuta anche ad alcuni cambiamenti socio-economici del periodo: le città accrebbero il loro ruolo, creando al loro interno molta ricchezza e quindi attraendo molti lavoratori dalle campagne. La perdita di potere economico da parte dei territori rurali, da sempre i luoghi di maggior sviluppo delle abbazie, fu un fattore che pesò non poco nell'impoverimento e del progressivo sfacelo di tali monasteri.

## Descrizione

### Struttura architettonica

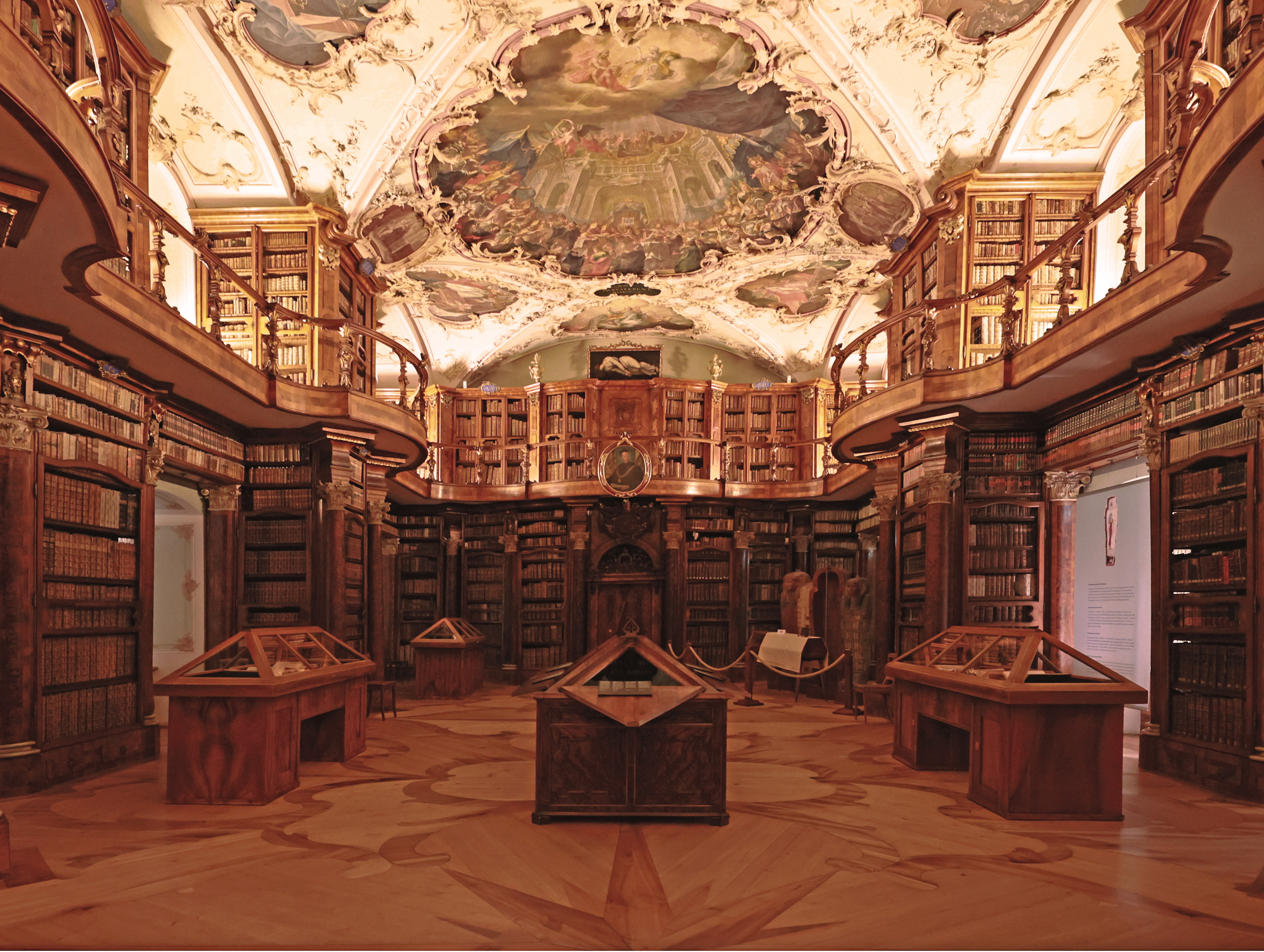
Esempio di Biblioteca

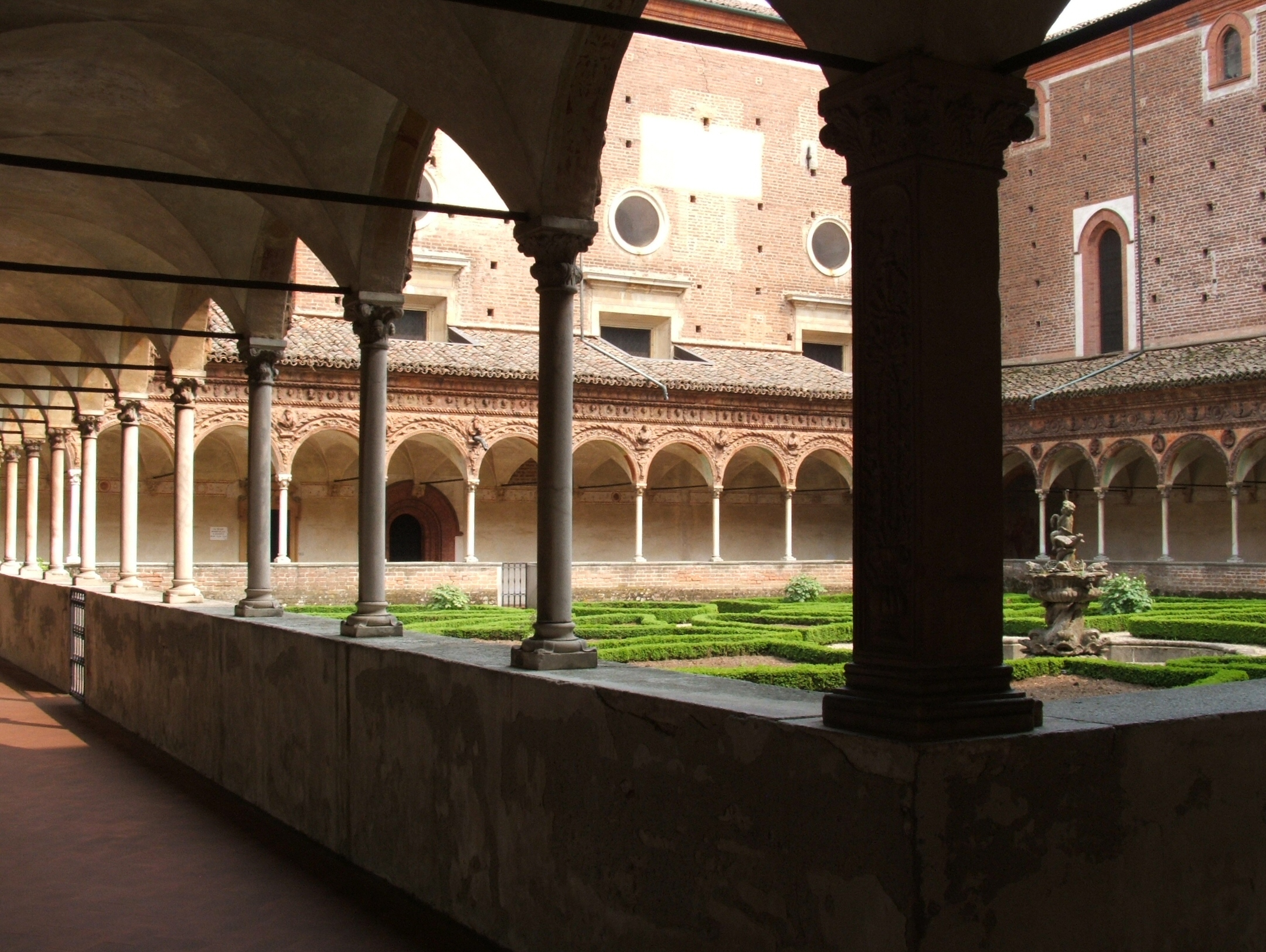
Esempio di Chiostro

Fin dalle origini le abbazie furono caratterizzate da alcuni elementi architettonici comuni:
- la chiesa
- la biblioteca
- il refettorio
- il dormitorio
- il chiostro
- la foresteria
- i magazzini

Altri elementi (come la cinta muraria) o fabbricati (come il mulino) si svilupparono invece solo in determinate condizioni che dipendevano dalla grandezza dell'edificio, oltre che dalla ricchezza e dalle principali attività economiche a cui si dedicavano gli ordini monastici.
La «pianta di San Gallo» è un'antica pianta medievale di un'abbazia (è conservata nella biblioteca dell'abbazia di San Gallo in Svizzera).
Base dell'estetica dell'ordine monastico cistercense era il piano bernardino, che prescriveva quali dovevano essere le caratteristiche degli edifici e la loro disposizione. Intorno al chiostro, di forma quadrata, privo di decorazioni, monocromo e spoglio, si articolavano tutti gli altri ambienti, con analoghe caratteristiche di sobrietà e geometricità.

## Organizzazione interna

### Religiosa
Ogni abbazia ha un proprio regolamento (denominato "costituzione", una sorta di atto costitutivo), che regola e disciplina la comunità di religiosi. Il numero minimo di membri dell'abbazia è di dodici religiosi, che abbiano ricevuto gli ordini sacri o abbiano pronunciato i voti solenni.
I singoli membri non possono passare da un'abbazia a un'altra senza il permesso della Santa Sede (art. 632 del Cod. iur. can.). L'abbazia è un edificio sacro e ha come compito primario di ricordare la presenza di Dio nella storia degli uomini e attirare l'attenzione verso il messaggio divino. È dunque semplice e austero per favorire la concentrazione del fedele nella preghiera.

### Economica
Dovendo spesso gestire patrimoni fondiari anche abbastanza vasti, gli abati dovettero adottare regole precise per garantire una stabilità economica alla comunità.
L'economia curtense si prestava assai bene a questo scopo, essendo principalmente adatta a feudi che necessitavano di mantenersi in un'ottica autarchica, ed essendo già stata utilizzata con successo da molti monasteri.
Le abbazie cercarono così di produrre la maggior parte di quello che gli serviva all'interno dell'edificio stesso, sopperendo alle mancanze con il commercio, a volte anche con altri monasteri. I frutti di questo sistema economico, di cui abbiamo diverse informazioni grazie ai precisi inventari che venivano tenuti dai monaci, furono nella maggior parte dei casi al di sopra delle necessità delle abbazie stesse, tanto da permettere la vendita dei beni in eccesso.
Il notevole benessere economico delle abbazie, come per i monasteri, era dovuto, oltre che all'efficacia dell'economia curtense, anche alla rigida e produttiva organizzazione interna della comunità religiosa (ora et labora) e agli aiuti economici sia da parte della Chiesa stessa (principalmente attraverso le diocesi) sia da parte di sovrani, nobili o piccoli signorotti di campagna.

### Status autonomo

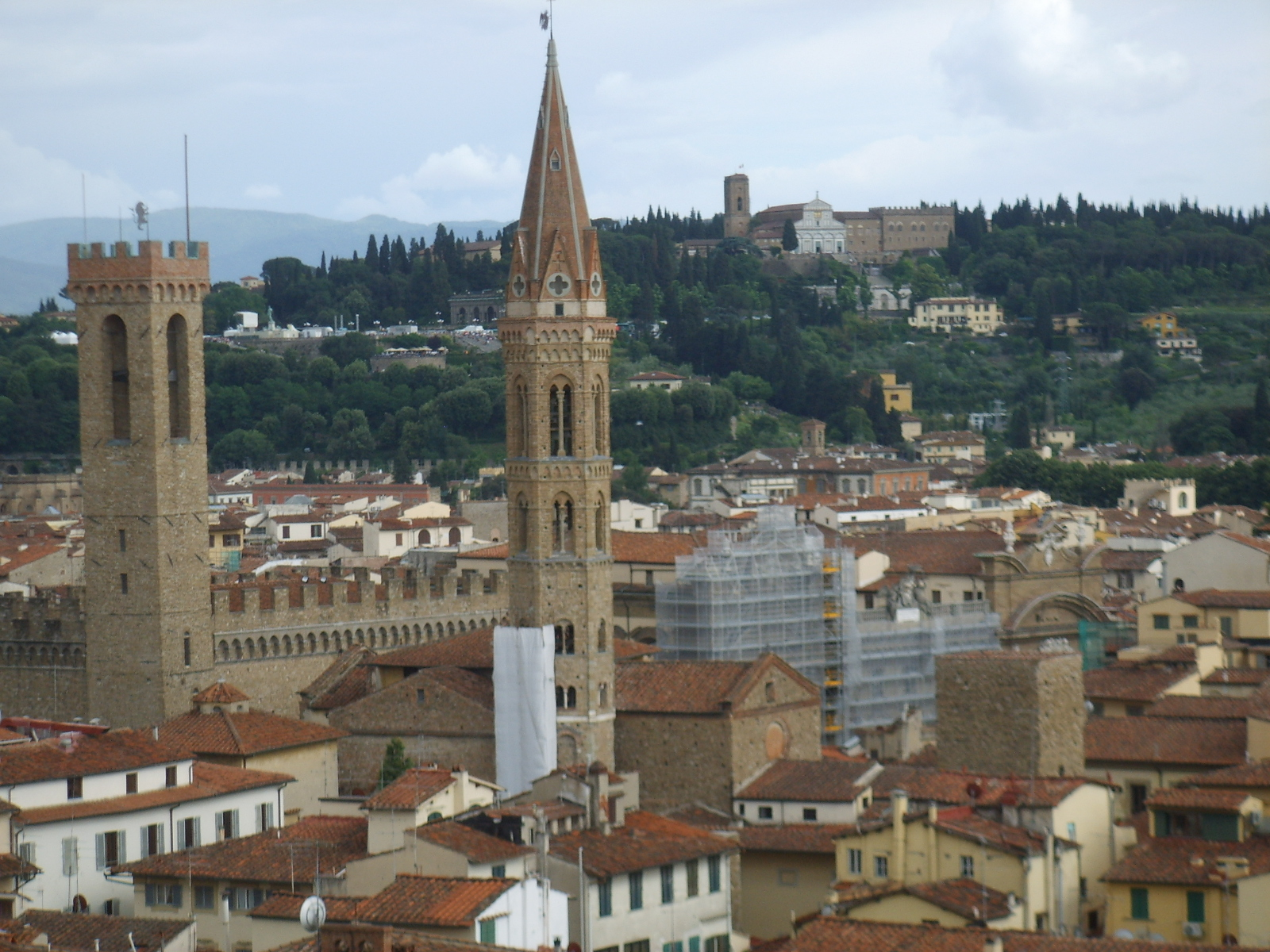
La Badia fiorentina, davanti al Bargello, Firenze

Il complesso abbaziale è formato dagli edifici e dai territori circostanti che rientrano sotto il suo controllo. La principale diversità rispetto ai normali monasteri risiede nell'autonomia: l'abbazia può essere considerata come una comunità religiosa (ogni comunità deve essere composta da almeno dodici religiosi), retta da un abate (a volte supportato dal capitolo). Le abbazie possono o meno essere inserite all'interno di una diocesi: nel caso in cui non lo siano vengono denominate nullius dioecesis e di fatto assumono il ruolo di diocesi esse stesse.

### Fondazione di un'abbazia
Per la fondazione o la soppressione di un'abbazia è richiesto un provvedimento da parte della Santa Sede.

In Italia, dopo il 1867, varie leggi dello Stato sancirono la perdita della personalità giuridica per alcune categorie di enti religiosi, tra cui le abbazie e i priorati.

## Riconoscimento giuridico

### Italia
A partire dalla promulgazione dei Patti Lateranensi (11 febbraio 1929) le abbazie possono richiedere allo Stato italiano il riconoscimento della personalità giuridica.